# Allennig
Allennig is een muzikaal project van Daniël Lohues. Allennig is het Drentse woord voor 'alleen'.
Het project Allennig is opgezet als een vierluik. Als eerste deel hiervan verscheen in 2006 het album Allennig, dat de winter verbeeldt. Hierna volgden de albums Allennig II (de lente, 2008), Allennig III (de zomer, 2009) en Allennig IV (de herfst, 2010).